# 홍콩의 간척

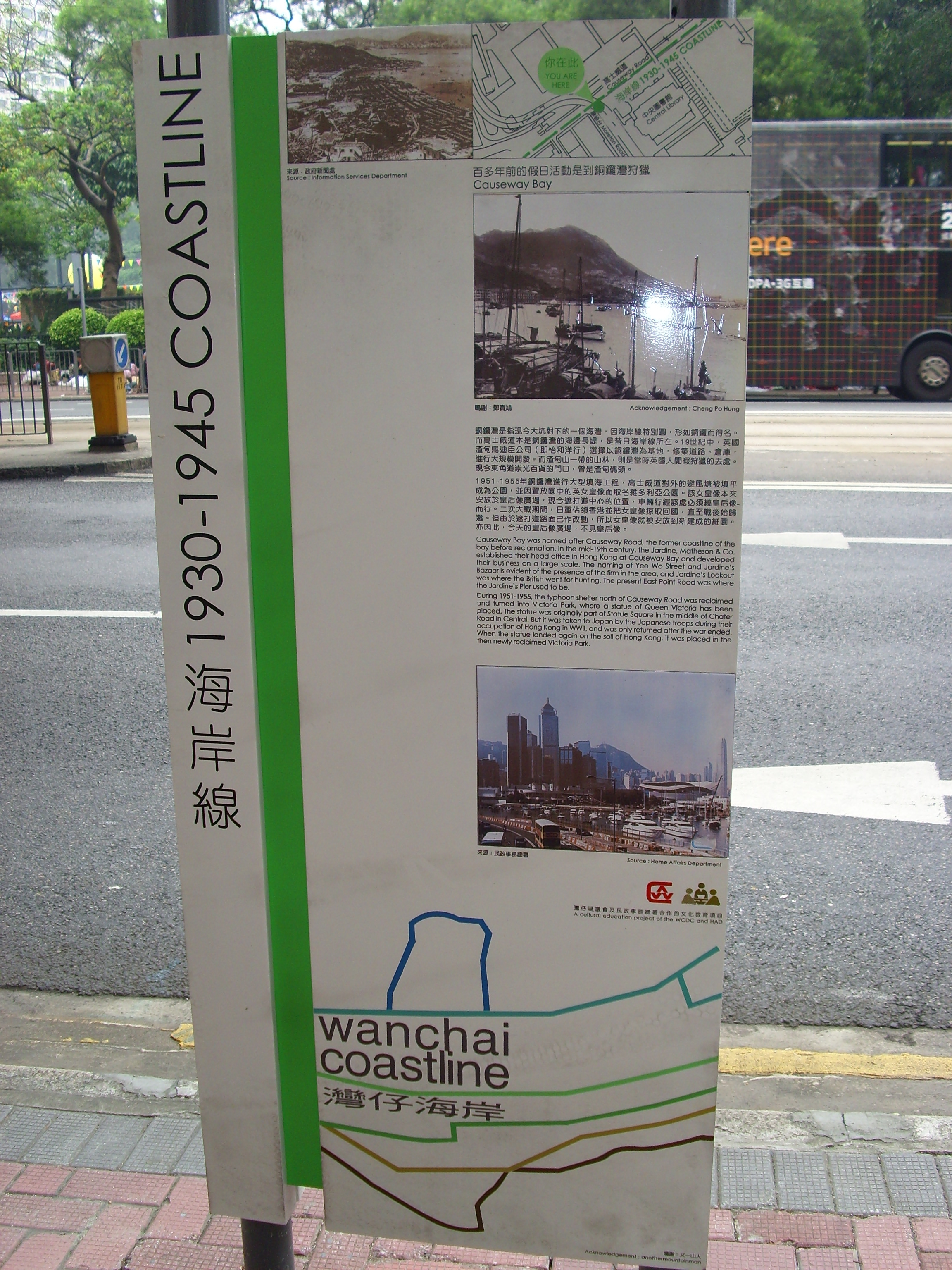
옛 해안선의 위치를 표시하 코즈웨이베이의 안내표지판

산이 많은 홍콩에서는 사용할 만한 땅이 좁아 오래전부터 바다를 메꾸는 간척을 통해 땅을 넓혀왔으며, 1996년 기준으로 총 60제곱킬로미터의 땅이 간척으로 생겨났다. 최초의 간척은 서한 (기원전 206년~9세기)까지 거슬러 올라가며, 이 당시에는 염전을 만들기 위해 해안가를 밭으로 만들었다. 큰 규모의 개척 프로젝트는 19세기 중반부터 시작됐다.

## 프로젝트
초창기 간척 계획 중에서도 가장 널리 알려진 것은 해방전해계획 (海旁填海計劃)으로 1890년에 건설 공사의 두번째 단계로 최대 24헥타르에 달하는 부지를 만드는 것이었다. 이 계획은 홍콩 식민지 시대에 진행된 것 중에서 가장 장대한 프로젝트였다.
홍콩 디즈니랜드 리조트, 홍콩 국제공항과 그 전 공항인 카이탁 공항은 모두 해안 침식을 막고 새로운 해안선을 고정하는 기술을 이용해 조성된 간척지 위에 건설됐다. 이와 더불어 도시 확장으로 세워진 수 세대의 뉴타운들도 대부분 간척지에 건설됐는데 튄문, 다이포, 싸틴, 마온산, 싸이가우룽, 군통, 쩡관오우 등이 대표적이다.

## 논란
빅토리아 항의 바닷가 양면에 있는 좋은 입지라면 간척으로 만들어진 땅인 경우가 많았다. 이는 한때 홍콩 번영의 원천이기도 했던 빅토리아 항의 환경 보호 문제, 쭝완 지구의 교통 혼잡, 그리고 홍콩 정부와 부동산 개발자들 간의 결탁 문제를 야기했다.

## 환경법
한편 홍콩 입법회는 1996년 항구 보호법을 제정하여 토지 개발로 점점 위험에 처하고 있는 빅토리아 항을 안전하게 지키기 위한 수단으로 삼았다.

## 갤러리

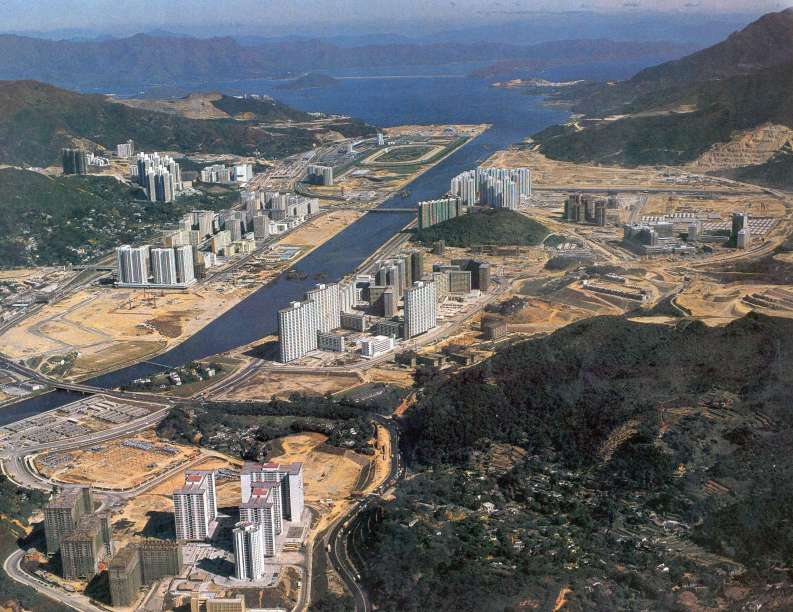
1970년대 말 개발 중에 있는 싸틴 뉴타운의 모습
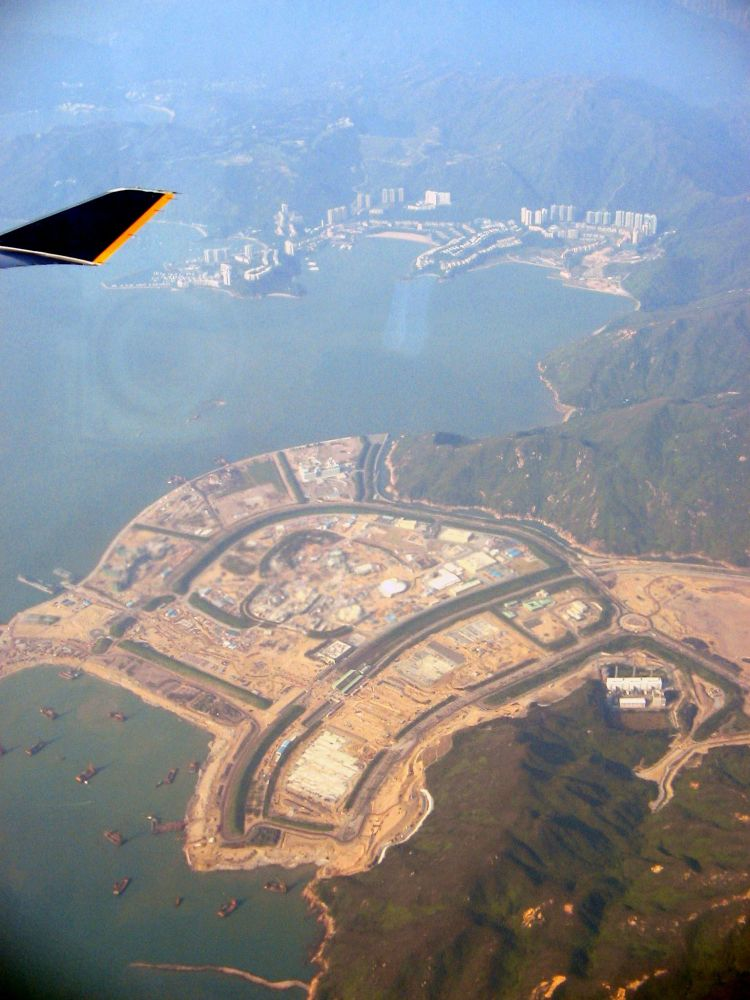
건설 중인 홍콩 디즈니랜드 리조트 (2004년 10월)
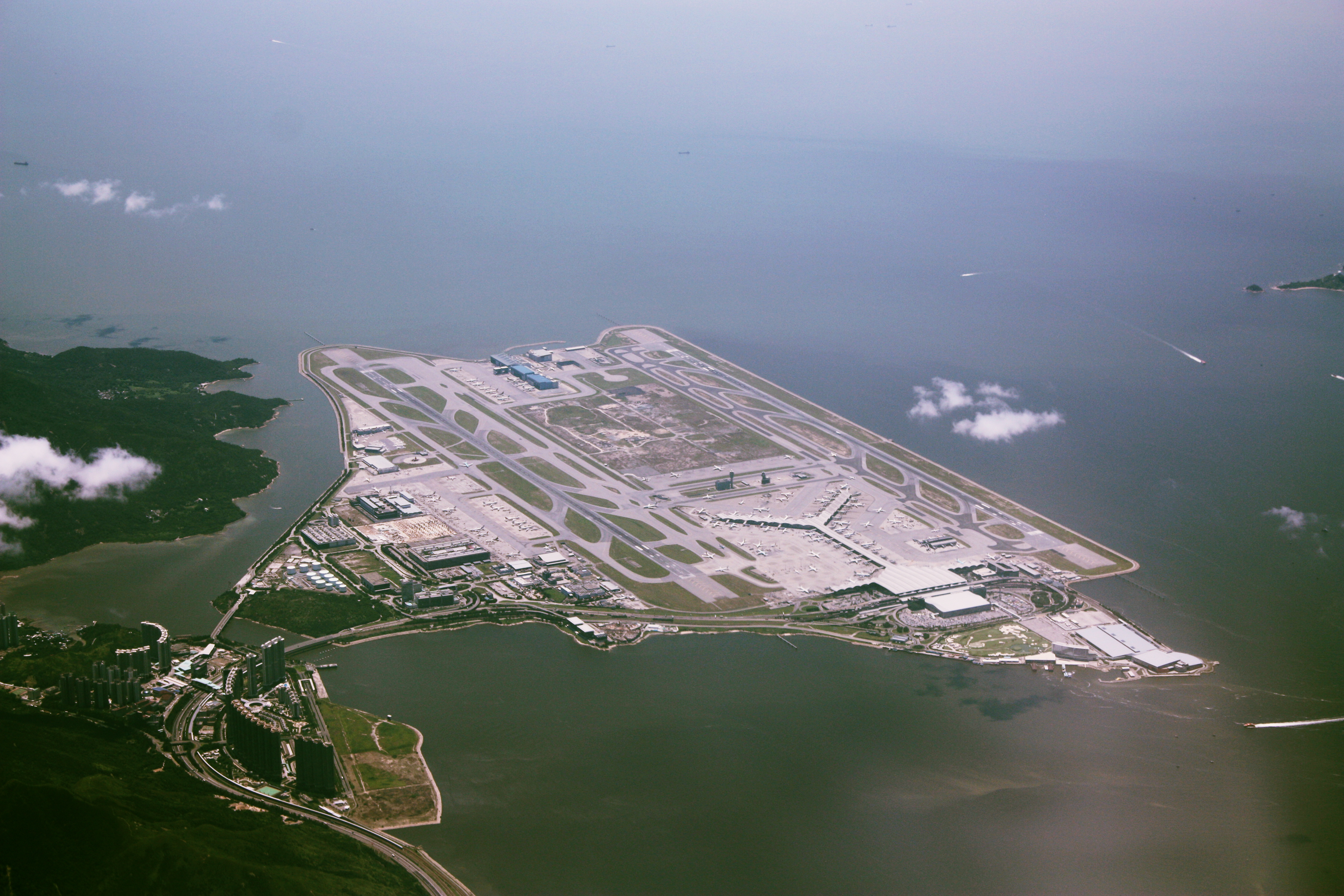
2010년 홍콩 국제공항

## 같이 보기
- 중화인민공화국의 간척
- 해방전해계획 (1921~1931년)
- 쭝완 완짜이 전해 계획 (90년대 이후)
- 보호해항협회